# Persone di cognome Medici
| Questa pagina contiene informazioni ricavate automaticamente dalle voci biografiche con l'ausilio del template Bio e di un bot. L'aggiornamento è periodico e automatico e ricostruisce completamente la pagina. Se manca una persona in questa lista, sei pregato di non aggiungerla, ma accertati piuttosto che la sua voce biografica contenga il template Bio e che i dati anagrafici siano correttamente compilati. Se il template Bio manca, inseriscilo tu stesso o, in alternativa, metti l'avviso {{tmp\|Bio}} che ne segnala la mancanza. Se i dati riportati sono sbagliati, correggi direttamente la voce biografica; le modifiche saranno visibili in questa lista entro pochi giorni. Per chiarimenti vedi il progetto antroponimi. La lista contiene solo le 73 persone che sono citate nell'enciclopedia e per le quali è stato implementato correttamente il template Bio. Pagina aggiornata al 7 ago 2025. |

Questa è una lista di persone presenti nell'enciclopedia che hanno il cognome Medici, suddivise per attività principale.

## Ambasciatori(1)
- Giulio di Alessandro de' Medici, ambasciatore e ammiraglio italiano (Prato, n. 1532 - Pisa, † 1598)

## Anatomisti(1)
- Michele Medici, anatomista e fisiologo italiano (Bologna, n. 1782 - Bologna, † 1859)

## Arcivescovi cattolici(2)
- Giuliano di Pierfrancesco de' Medici, arcivescovo cattolico italiano (Firenze, n. 1520 - Auriol, † 1588)
- Guido de' Medici, arcivescovo cattolico italiano (Roma, † 1537)

## Attrici teatrali(1)
- Mariuccia Medici, attrice teatrale e insegnante svizzero (Milano, n. 1910 - Lugano, † 2012)

## Avvocati(2)
- Francesco Medici, avvocato e politico italiano (Bianco, n. 1830 - Reggio Calabria, † 1903)
- Luigi Medici, avvocato, poeta e storico della letteratura italiano (Milano, n. 1888 - Trezzo sull'Adda, † 1965)

## Banchieri(6)
- Giovanni di Bicci de' Medici, banchiere italiano (Firenze, n. 1360 - Firenze, † 1429)
- Giovanni di Cosimo de' Medici, banchiere italiano (Firenze, n. 1421 - Firenze, † 1463)
- Lorenzo il Vecchio, banchiere italiano (Firenze, n. 1394 - Careggi, † 1440)
- Pierfrancesco de' Medici il Giovane, banchiere italiano (Firenze, n. 1487 - Cafaggiolo, † 1525)
- Vieri de' Medici, banchiere italiano (Firenze, n. 1323 - Firenze, † 1395)
- Lorenzo il Popolano, banchiere, politico e ambasciatore italiano (Firenze, n. 1463 - Firenze, † 1503)

## Beati(1)
- Rolando de' Medici, beato italiano (Castello di Bargone, † 1386)

## Cantanti(1)
- Mita Medici, cantante, attrice e soubrette italiana (Roma, n. 1950)

## Cardinali(4)
- Carlo di Ferdinando de' Medici, cardinale e vescovo italiano (Firenze, n. 1595 - Montughi, † 1666)
- Giovan Carlo de' Medici, cardinale italiano (Firenze, n. 1611 - Villa di Castello, † 1663)
- Giovanni di Cosimo I de' Medici, cardinale italiano (Firenze, n. 1543 - Livorno, † 1562)
- Leopoldo de' Medici, cardinale italiano (Firenze, n. 1617 - Firenze, † 1675)

## Comici(1)
- Checco Zalone, comico, showman e attore italiano (Bari, n. 1977)

## Condottieri(2)
- Gabrio Medici, condottiero italiano (Milano, n. 1509 - Mandello del Lario, † 1532)
- Giovanni delle Bande Nere, condottiero italiano (Forlì, n. 1498 - Mantova, † 1526)

## Economisti(1)
- Giuseppe Medici, economista e politico italiano (Sassuolo, n. 1907 - Roma, † 2000)

## Generali(1)
- Giacomo Medici, generale e politico italiano (Milano, n. 1817 - Roma, † 1882)

## Giornalisti(1)
- Sandro Medici, giornalista, scrittore e politico italiano (Roma, n. 1951)

## Imprenditori(1)
- Carlo De Medici, imprenditore e dirigente sportivo italiano

## Insegnanti(1)
- Mario Medici, docente e storico svizzero (Mendrisio, n. 1908 - Mendrisio, † 1984)

## Matematici(1)
- Siro Medici, matematico italiano (Santa Fiora, n. 1883 - Fronte italiano, † 1917)

## Militari(1)
- Alessandro Natale Medici, militare e patriota italiano (Bergamo, n. 1840 - Oneglia, † 1889)

## Nobildonne(7)
- Bia de' Medici, nobildonna italiana (Firenze - Firenze, † 1542)
- Bianca de' Medici, nobildonna italiana (Firenze, n. 1445 - † 1505)
- Eleonora de' Medici, nobildonna italiana (Firenze, n. 1591 - Firenze, † 1617)
- Nannina de' Medici, nobildonna italiana (Firenze, n. 1448 - Firenze, † 1493)
- Maria di Piero de' Medici, nobildonna italiana (Firenze, n. 1455 - † 1479)
- Maria Maddalena de' Medici, nobildonna italiana (Firenze, n. 1600 - Firenze, † 1633)
- Maria Cristina de' Medici, nobildonna italiana (Firenze, n. 1609 - Firenze, † 1632)

## Nobili(11)
- Anna de' Medici, nobile italiana (Firenze, n. 1569 - Firenze, † 1584)
- Anna Maria Luisa de' Medici, nobile italiana (Firenze, n. 1667 - Firenze, † 1743)
- Camillo de' Medici di Gragnano, nobile, giurista e avvocato italiano (Gragnano, n. 1543 - Napoli, † 1598)
- Caterina di Ferdinando de' Medici, nobile (Firenze, n. 1593 - Siena, † 1629)
- Filippino de' Medici, nobile italiano (Firenze, n. 1598 - Firenze, † 1602)
- Francesco Maria de' Medici, nobile e cardinale italiano (Firenze, n. 1660 - Lappeggi, † 1711)
- Francesco di Ferdinando de' Medici, nobile italiano (Firenze, n. 1594 - Pisa, † 1614)
- Giacomo Medici Del Vascello, nobile, politico e ingegnere italiano (Salerno, n. 1883 - Venaria Reale, † 1949)
- Gian Giacomo Medici, nobile e condottiero italiano (Milano, n. 1495 - Milano, † 1555)
- Gianfrancesco Maria de' Medici, nobile italiano (Venezia, n. 1619 - Firenze, † 1689)
- Maddalena di Pierfrancesco de' Medici, nobile italiana (Firenze - Roma, † 1583)

## Politici(8)
- Averardo di Chiarissimo de' Medici, politico italiano (n. 1320 - † 1363)
- Bernardetto di Antonio de' Medici, politico e ambasciatore italiano (n. 1393 - Firenze)
- Chiarissimo I de' Medici, politico italiano († 1210)
- Giovanni il Popolano, politico italiano (Firenze, n. 1467 - San Piero in Bagno, † 1498)
- Lorenzino de' Medici, politico, scrittore e drammaturgo italiano (Firenze, n. 1514 - Venezia, † 1548)
- Luigi Medici, politico italiano (Castello di Annone, n. 1836 - Santa Margherita Ligure, † 1915)
- Salvestro de' Medici, politico italiano (Firenze - Firenze, † 1388)
- Salvestro de' Medici, detto Chiarissimo, politico italiano

## Presbiteri(1)
- Carlo di Cosimo de' Medici, presbitero e religioso italiano (Firenze - Firenze, † 1492)

## Religiose(1)
- Porzia de' Medici, religiosa italiana (Firenze, n. 1537 - Firenze, † 1565)

## Saggisti(1)
- Antonio Medici, saggista e storico del cinema italiano (Polla, n. 1967)

## Sovrane(1)
- Maria de' Medici, regina (Firenze, n. 1575 - Colonia, † 1642)

## Sovrani(1)
- Francesco I de' Medici, sovrano italiano (Firenze, n. 1541 - Poggio a Caiano, † 1587)

## Vescovi cattolici(3)
- Bernardo Antonio de' Medici, vescovo cattolico e ambasciatore italiano (n. 1476 - † 1552)
- Leonardo de' Medici, vescovo cattolico italiano († 1528)
- Zanobi de' Medici, vescovo cattolico italiano (Firenze - Firenze, † 1637)

## Senza attività specificata(10)
- Angelica de' Medici, italiano (Firenze, n. 1608 - Roma, † 1636)
- Caterina Medici da Broni, italiana (Broni, n. 1573 - Milano, † 1617)
- Cosimo di Giulio de' Medici, italiano
- Giambuono de' Medici (n. 1140 - † 1192)
- Ginevra de' Medici
- Giovanni di Piero de' Medici, italiano (Firenze)
- Giulia de' Medici, italiana (Firenze, n. 1535 - Firenze)
- Lorenzina de' Medici, italiana (Venezia - Roma)
- Lorenzo de' Medici, italiano (Firenze, n. 1599 - Firenze, † 1648)
- Luisa de' Medici, italiana (Firenze, n. 1476 - Firenze, † 1488)